# Betula alpestris
Betula alpestris är en björkväxtart som beskrevs av Elias Fries. Betula alpestris ingår i släktet björkar, och familjen björkväxter. Inga underarter finns listade.